# Mokopirirakau cryptozoicus
Mokopirirakau cryptozoicus  (лат.) — вид ящериц семейства Diplodactylidae. Эндемик Новой Зеландии.

## Внешний вид
Небольшой геккон с крепким телосложением. Длина тела без хвоста достигает 8,7 см, масса — 18 г. Хвост заметно короче тела. Подпальцевых пластинок 7—12 (как правило 9—11).
Верхняя сторона тела серая с характерным ёлочковидным рисунком. Некоторые особи (только самцы) имеют оранжевые пятна и точки, другие — серо-фиолетовые отметины, окантованные чёрным. На голове между глаз тёмное V-образное пятно, и бледная полоса от глаза до уха. Глаза коричневые или розоватые, с чёрным рисунком. Зрачки вертикальные. Край рта ярко оранжевый. Язык розовый. Низ тела бледно-серый или жёлто-розовый, пятнистый.

## Распространение
Обитает только на острове Южный от западного Отаго до Саутленда.

## Образ жизни
Населяет обрывы, обнажения скал и осыпи, окружённые альпийскими ландшафтами и туссоками. Известны и из лесов. Активен ночью и частично в дневные часы. Прячется в щелях в скалах. О биологии известно мало. Вид живородящий. Предположительно размножается раз в два года.

## Охранный статус
Международным союзом охраны природы виду был присвоен статус вымирающего, на основании сильно фрагментированного ареала и низкой численности, которая продолжает снижаться из-за инвазионных хищников.